# Leonard Kniaseff
Leonard Kniaseff je aktivní sopka ve východní části filipínského ostrova Mindanao. V současnosti není činná, k poslední erupci došlo někdy kolem roku 120.

## Popis
Jedná se o andezito-dacitický vulkanický komplex, skládající se z několika stratovulkánů a kalderou o rozměrech 4 × 5 km, kterou zčásti vyplňuje kalderové jezero Leonard. V jeho okolí s vyskytují fumaroly a termální prameny.